# Alfred Hertz
Alfred Abraham Hertz (født 16. oktober 1871 i København, død 12. april 1939) var en dansk erhvervsleder.
Han var søn af vare- og vekselmægler Martin Hertz (død 1915) og hustru Dina f. Meyer (død 1900), blev student i 1889 fra Borgerdydskolen på Christianshavn, cand.polyt. I 1895, assistent ved Mineralogisk Museum og samtidig hos Dethlefsen & Meyers kemiske Laboratorium indtil 1896, hvorefter han var på studierejser i læderbranchen i udlandet.
Ved hjemkomsten i 1897 blev han teknisk direktør for Hertz Garveri & Skotøjsfabrik og kompagnon med sin farbror Meyer Hertz. Da dette fusionerede med M.I. Ballins Sønner til Ballin & Hertz i 1918, blev han direktør for det nye selskab, hvilket han var, indtil han i 1921 måtte trække sig fra posten som følge af sygdom.
Han var censor ved Polyteknisk Læreanstalt fra 1915, medlem af Sø- og Handelsretten fra 1924 og var bestyrelsesmedlem i andre firmaer. I 1936 blev han Ridder af Dannebrog.
Hertz blev gift 4. juni 1897 i Synagogen i København med Ellen Seligmann (født 13. januar 1878 i København, død 1945 i Theresienstadt), datter af grosserer Adolph Seligmann (1839-1912) og Viga Wagner (1844-1924).
Han er begravet på Mosaisk Vestre Begravelsesplads. Hertz er gengivet på P.S. Krøyers maleri Industriens Mænd (1904).